# Simon Redtenbacher
Simon Josef Georg Redtenbacher (* 20. Oktober 1844 in Kirchdorf an der Krems; † 16. September 1885 ebenda) war ein österreichischer Sensenhändler und betrieb als solcher das größte Sensenhandelshaus im damaligen Österreich. Seine Geschäften reichten später bis nach Amerika und Innerasien.

## Leben und Wirken
Simon Redtenbacher wurde am 20. Oktober 1844 als Sohn von Franz Xaver Redtenbacher und Theresia Lampl im wohlhabenden Markt Kirchdorf an der Krems im damaligen Kaisertum Österreich geboren. Im Markt, der aufgrund seiner Sensenschmieden ab der zweiten Hälfte des 16. Jahrhunderts immer mehr an Bedeutung gewann, brachte es auch Redtenbacher zu Wohlstand. Dabei erbte der Bruder des späteren Entomologen Josef Redtenbacher und Neffe des Chemikers Josef Redtenbacher und des Zoologen Ludwig Redtenbacher nach dem Tod seiner Mutter Therese Redtenbacher (geborene Lampl; 1823–1883) die Firma Simon Redtenbacher seelige Witwe & Söhne, die in ihren Ursprüngen bereits im Jahre 1651 entstanden war. Bereits einer seiner Vorfahren, der ebenfalls Simon Redtenbacher hieß und im Jahre 1754 verstarb, soll eine der in diesem Raum ebenfalls sehr erfolgreichen Handelshäuser gegründet haben, nachdem er zuvor als Sensenschmiedknecht tätig gewesen war. Dessen Witwe, die Tochter eines Gastwirts aus Wels, geborene Mödlhammer, übernahm daraufhin die Geschäfte und verhalf ihnen zu einem großen Aufschwung.
Der in diesem Artikel beschriebene Simon Redtenbacher erwarb noch Jahre vor dem Tod seiner Mutter im Jahre 1875 das in Scharnstein angesiedelte Sensenwerk „Am Niederwörth“, auch „Am Moos“ genannt. In weiterer Folge baute er es zu einem Großbetrieb aus, wobei die Handelsbeziehungen bis nach Amerika und Innerasien reichten. Das nach dem Tod seiner Mutter übernommene Unternehmen Simon Redtenbacher seelige Witwe & Söhne hatte bereits seit zig Jahren das alleinige Exportrecht für die Sensenwerke der Kirchdorf-Micheldorfer Zunft, auch Kirchdorf-Micheldorfer Sensengewerkschaft genannt. Am 24. November 1880 heiratete er Maria Theresia Josefa Blumauer (1863–1899), Tochter von Friedrich Ferdinand Blumauer und seiner Großcousine Karoline Redtenbacher, mit der er in weiterer Folge zwei Kinder (Simon Wilhelm (1883–1936) und Friedrich Wilhelm Viktor (1885–1907)) hatte. Im Jahre 1885 übertrug der damals 40-Jährige, bereits gesundheitlich angeschlagen, die Unternehmung seinem Schwager Friedrich Blumauer († 1921). Unter dessen Führung erlebte das Unternehmen rasch einen weiteren Aufschwung. Am 16. September 1885 verstarb Redtenbacher in seinem Geburts- und Heimatort Kirchdorf. Nur wenige Jahre nach dem Ableben Simon Redtenbachers entstanden diverse Neuerrichtungen und Neubauten.
Heute erinnert in Scharnstein die Redtenbacherstraße, sowie in Kirchdorf an der Krems der Simon-Redtenbacher-Platz an einen Simon Redtenbacher, wobei allerdings ungewiss ist, ob diese zu Ehren seines Vorfahren oder doch zu seinen Ehren benannt wurden.